# 24547 Stauber
24547 Stauber este un asteroid din centura principală de asteroizi.

## Descriere
24547 Stauber este un asteroid din centura principală de asteroizi. A fost descoperit pe 19 februarie 2001 la Socorro, New Mexico, în cadrul proiectului LINEAR. Asteroidul prezintă o orbită caracterizată de o semiaxă mare de 2,43 ua, o excentricitate de 0,14 și o înclinație de 6,4° în raport cu ecliptica.